# Adetus proximus
Adetus proximus là một loài bọ cánh cứng trong họ Cerambycidae.